# Cratyna ambigua
Cratyna ambigua är en tvåvingeart som först beskrevs av Franz Lengersdorf 1934.  Cratyna ambigua ingår i släktet Cratyna och familjen sorgmyggor.
Artens utbredningsområde är Israel. Arten är reproducerande i Sverige. Inga underarter finns listade i Catalogue of Life.